# 松平定吉
松平 定吉（まつだいら さだよし）は、安土桃山時代から江戸時代最初期の武将。掛川藩主松平定勝の嫡男。定友とも名乗る。官位は従五位下・遠江守。徳川家康は伯父にあたる。

## 来歴

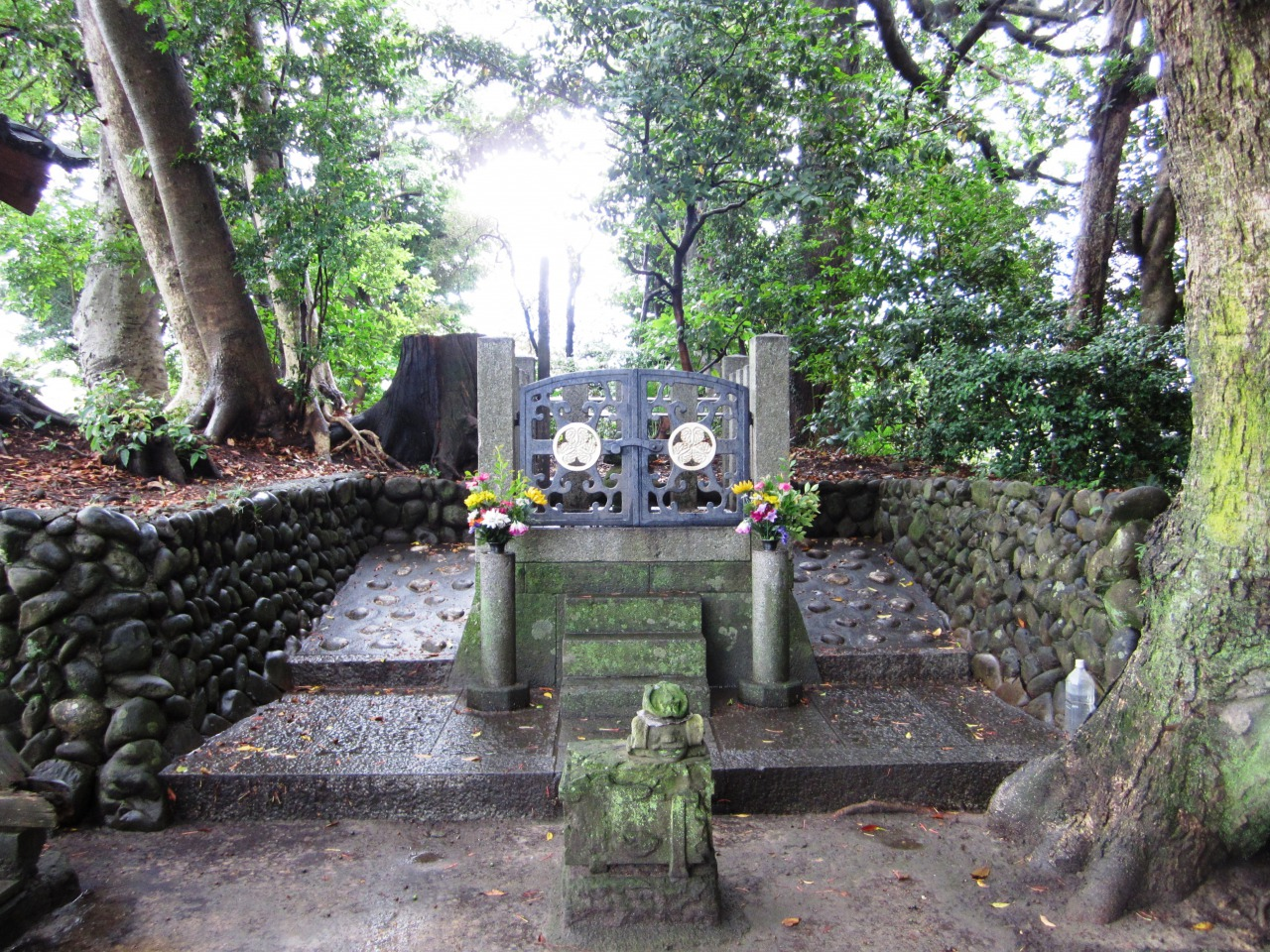
松平定吉供養のために築かれた遠江塚（静岡県掛川市下俣）

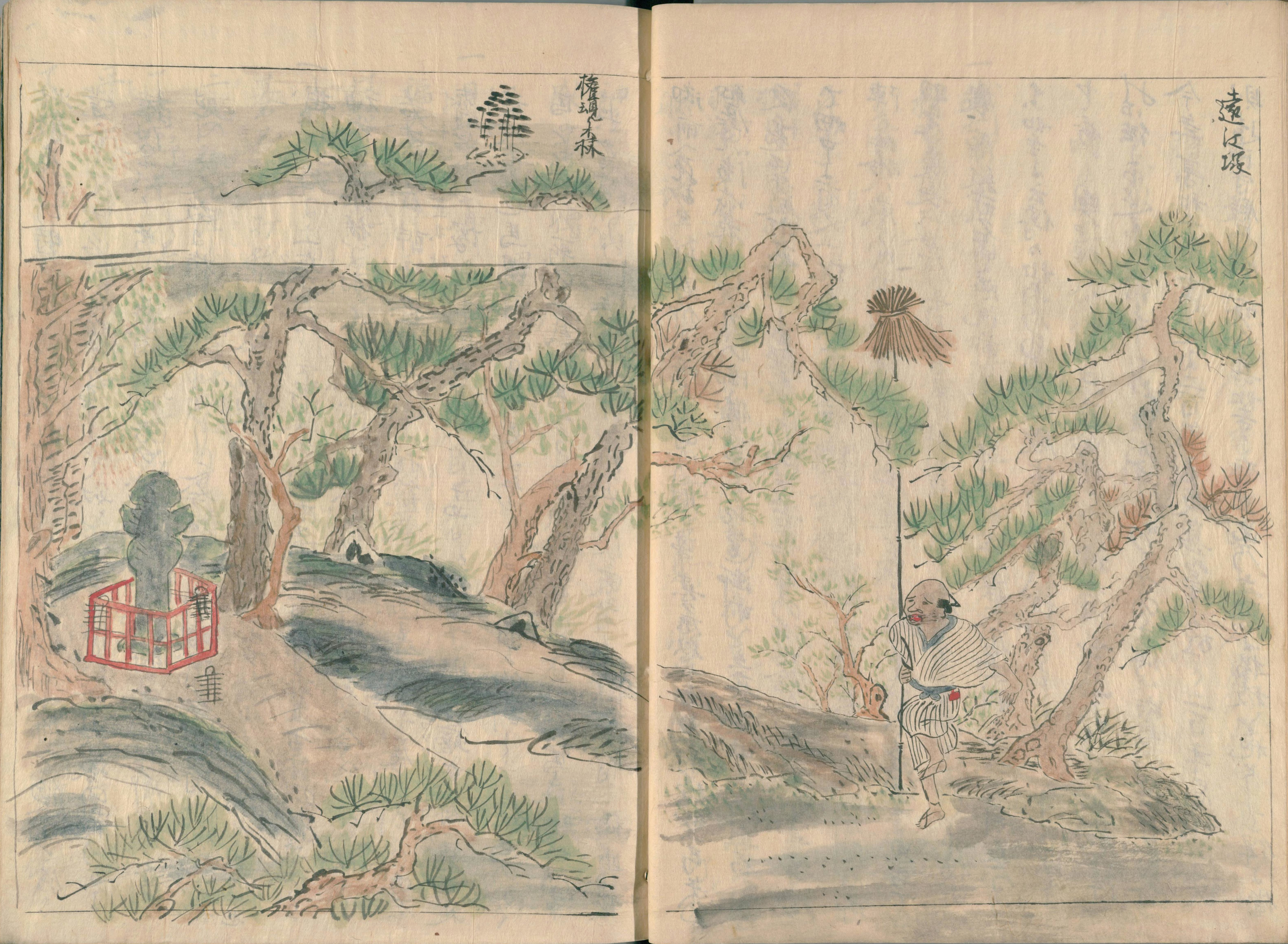
江戸時代に描かれた遠江塚の全景（「遠江塚」藤長庚編集『遠江古蹟圖會』1803年。国立国会図書館蔵）

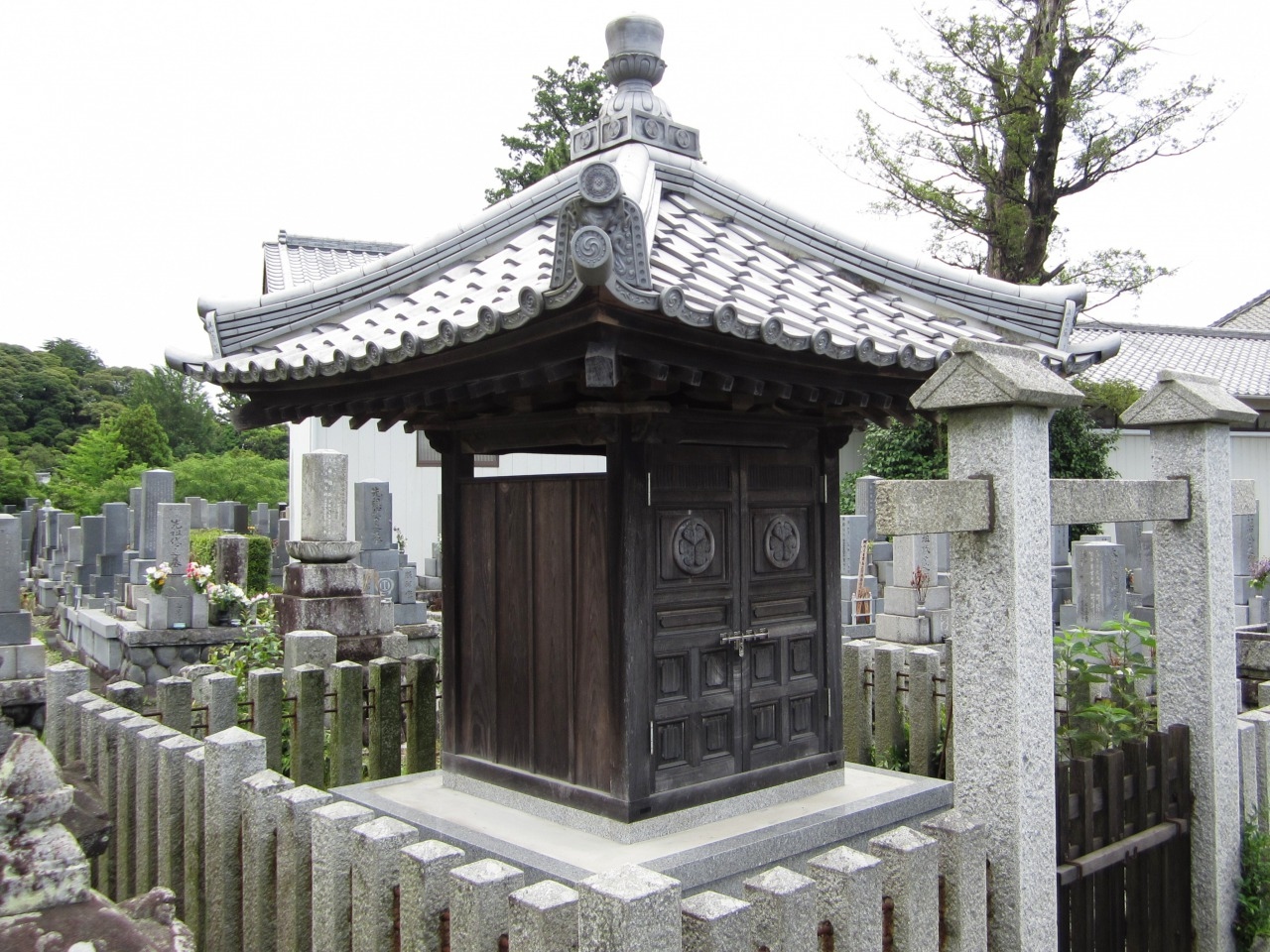
真如寺の廟所

松平定勝の長男として誕生した。母は奥平信昌の養女（奥平貞友の次女）・たつ。
慶長5年（1600年）、関ヶ原の戦いで伯父・家康に従う。翌慶長6年（1601年）、従五位下・遠江守に叙任。慶長8年（1603年）、家康の面前で鷺を射落としたが、家康に「無駄な殺生」だと叱責され、それを恥じて掛川にて自害した。享年19。自照院殿と贈られ、掛川真如寺に葬られた。代わって、弟の定行が嫡子となった。

## 顕彰
文政11年（1828年）、稚国玉命（わかくにだまのみこと）と神号を贈られ、社号を豊坂神社といい、松山城がある勝山山麓の東雲神社内に勧請され祀られた。

## 派生作品
定吉を扱った文芸作品が存在し、田宮虎彦の『鷺』などが有名である。